# Скупштина сталежа (1789)
Скупштина сталежа (1789) прво је заседање Скупштине сталежа још од 1614. године. Представља почетак Француске револуције. 

## Увод
Крајем 1787. године влада је потрошила средства намењена болницама и добротворним установама. Каса је била празна. Тада је Бриен био принуђен да објави потпуни финансијски слом. Државни повериоци, богати закупци, постали су веома узрујани. У појединим местима почели су сељачки немири. Захтев да се сазову Државни сталежи био је општи. Почетком 1788. године Жак Некер је у краљево име објавио да се Државни сталежи сазивају за 4. мај 1789. године.

## Извори за Државне сталеже
Почетком 1789. године почели су у Француској избори за Државне сталеже. Краљевим указом дато је право трећем сталежу – од укупно 25 милиона – да пошаље у скупштину Државних сталежа 600 посланика – онолико колико су имала оба повлашћена сталежа, али је указ прећутао начин гласања у будућој скупштини. Да се у њој задржало гласање по сталежима, као 1614. године, када су се Државни сталежи састали последњи пут, тај двоструки број посланика трећег сталежа изгубио би сваки смисао. 
За трећи сталеж прописани су двостепени избори. Изборно право добили су сви Французи који су имали 25 година и нису плаћали мање од 5 ливара годишњег пореза.
У свим упутствима трећег сталежа тражени су устав, укидање повластица датих племству и свештенству, заштита својине и изједначење сталежа у правима. У многим упутствима тражено је ублажавање тамничког режима, обустава мучења и ослобођење из Бастиље. Захтевано је и да својина буде неприкосновена.

## Отварање скупштине Државних сталежа
Скупштина Државних сталежа отворена је 5. маја 1789. године. Влада је свесно учинила све да би истакла своје потцењивање трећег сталежа. За посланике првог и другог сталежа била је у двору приређена забава и они су се представљали краљу у оделу извезеном златом и сребром. Посланици трећег сталежа појавили су се у скромним црним оделима и пуштени су кроз споредан улаз. Пријем се састојао у томе да су брзо пролазили кроз краљеву спаваћу собу. На дан отварања скупштине нису их пустили да уђу кроз главна врата, већ су у дворану ушли кроз уска, побочна.

## Заседања
Заседања скупштине Државних сталежа отворена су краљевом беседом. Иако је, уопште узев, била бесадржајна, она је опомињала на „опасну узнемиреност духова и тежњу ка новом“. Краљ је објаснио да су Државни сталежи сазвани ради тога да помогну влади да нађе нове пореске изворе. После Луја XVI узео је реч Некер који је истакао да је финансијско стање монархије задовољавајуће и да ће влада исправити само неке недостатке у управљању финансијама.
Посланици трећег сталежа питали су се зашто су уопште позвани. О ономе што је било најважније и што је узрујавало целу земљу – о начину гласања – ни краљ ни Некер нису рекли ништа. Само је чувар печата саопштио да краљ жели да се гласа по сталежима. Тако се завршила прва седница скупштине сталежа. 
Посланици трећега сталежа обратили су се повлашћенима са предлогом да образују заједничку комисију за оверавање пуномоћја свих посланика. Њихов предлог је одбијен и повлашћени су сами образовали комисију. Тада су посланици трећег сталежа изјавили да они неће приступити раду све док се то питање не реши онако како народ жели да оно буде решено. Отпочели су преговори који су се одуговлачили месец и по дана. 12. јуна посланици трећега сталежа сами су приступили проверавању пуномоћја посланика, наредних дана њима су пришла три свештеника, а 17. јуна посланици трећега сталежа прогласили су себе за Народну скупштину.